# Wettinia castanea
Wettinia castanea är en enhjärtbladig växtart som beskrevs av Harold Emery Moore och John Dransfield. Wettinia castanea ingår i släktet Wettinia och familjen Arecaceae. Inga underarter finns listade i Catalogue of Life.